# توزیع نمونه‌گیری
در دانش آمار، به توزیع یک آماره، توزیع نمونه برداری یا توزیع نمونه گیری (به انگلیسی: Sampling distribution) گفته می‌شود..
در آمار، توزیع نمونه یا توزیع نمونه محدود، توزیع احتمال یک آمار مبتنی بر نمونه تصادفی داده شده است. اگر تعداد خودسرانه زیادی از نمونه‌ها، که هر کدام شامل چندین مشاهدات (نقاط داده‌ای) است، به‌طور جداگانه برای محاسبه یک مقدار از یک آمار (مثلاً میانگین نمونه یا واریانس نمونه) برای هر نمونه استفاده می‌شد، نمونه‌گیری  توزیع، توزیع احتمال مقادیری است که آمار به دست می آورد. در بسیاری از زمینه ها، تنها یک نمونه مشاهده می شود، اما توزیع نمونه را می توان به صورت نظری یافت. توزیع‌های نمونه‌گیری در آمار مهم هستند، زیرا ساده‌سازی عمده‌ای را در مسیر استنتاج آماری فراهم می‌کنند. به طور خاص، آنها اجازه می دهند ملاحظات تحلیلی بر اساس توزیع احتمال یک آمار باشد، نه بر اساس توزیع احتمال مشترک همه مقادیر نمونه منفرد.